# Oligodon melaneus
Oligodon melaneus este o specie de șerpi din genul Oligodon, familia Colubridae, descrisă de Wall 1909. Conform Catalogue of Life specia Oligodon melaneus nu are subspecii cunoscute.